# Лід (Цілком таємно)
Лід — восьма частина першого сезону серіалу «Цілком таємно» («Секретні матеріали»).

## Короткий зміст

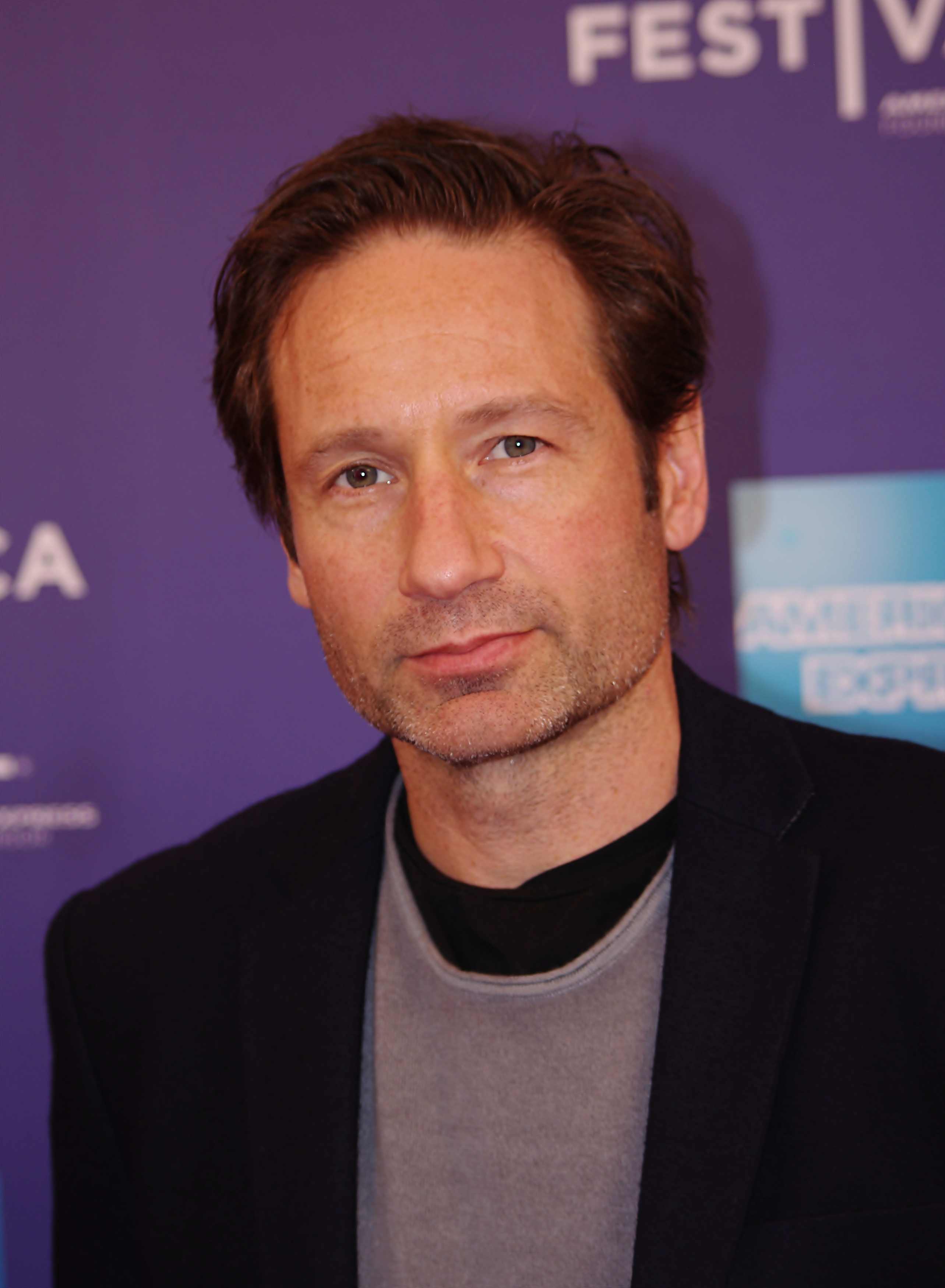

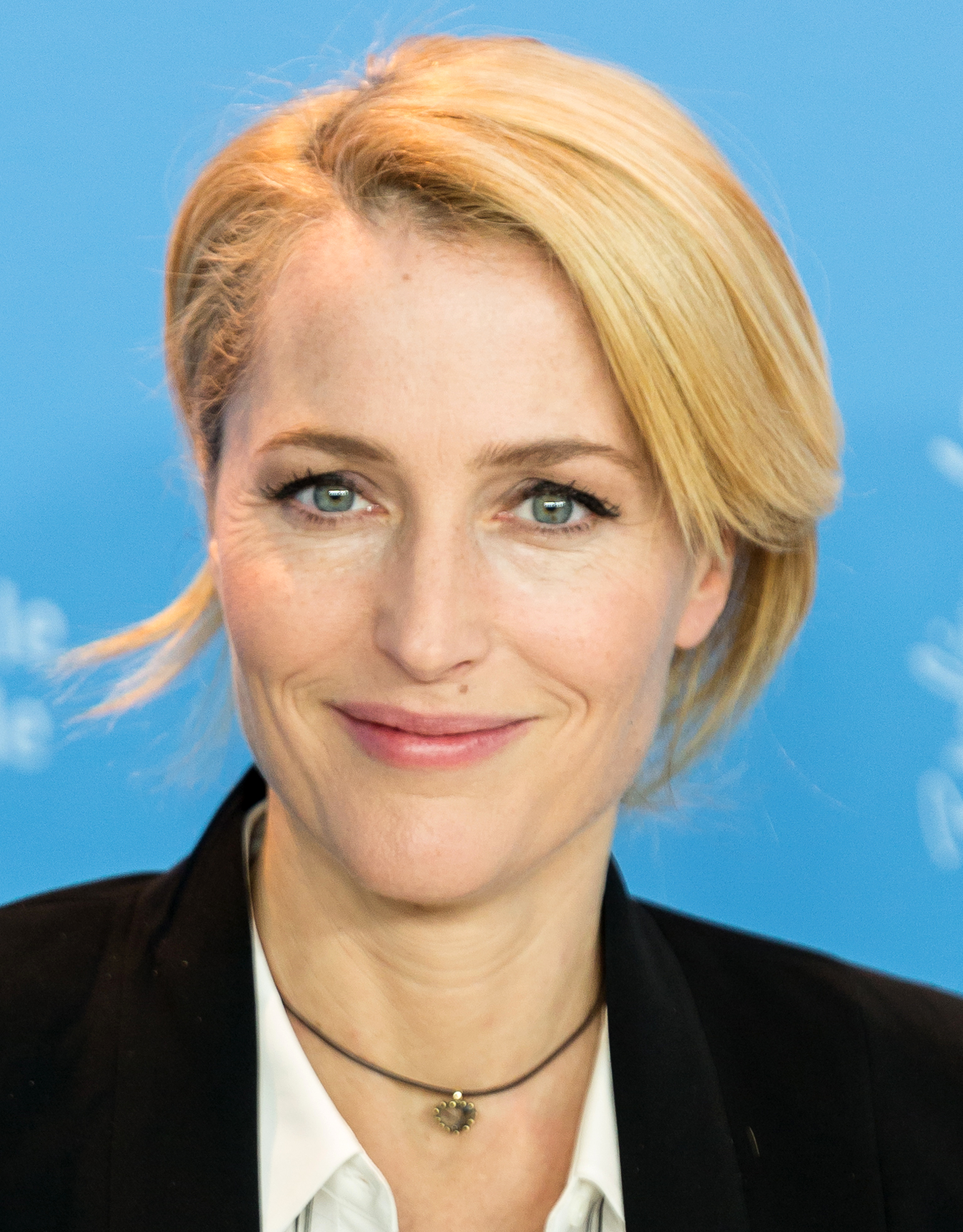

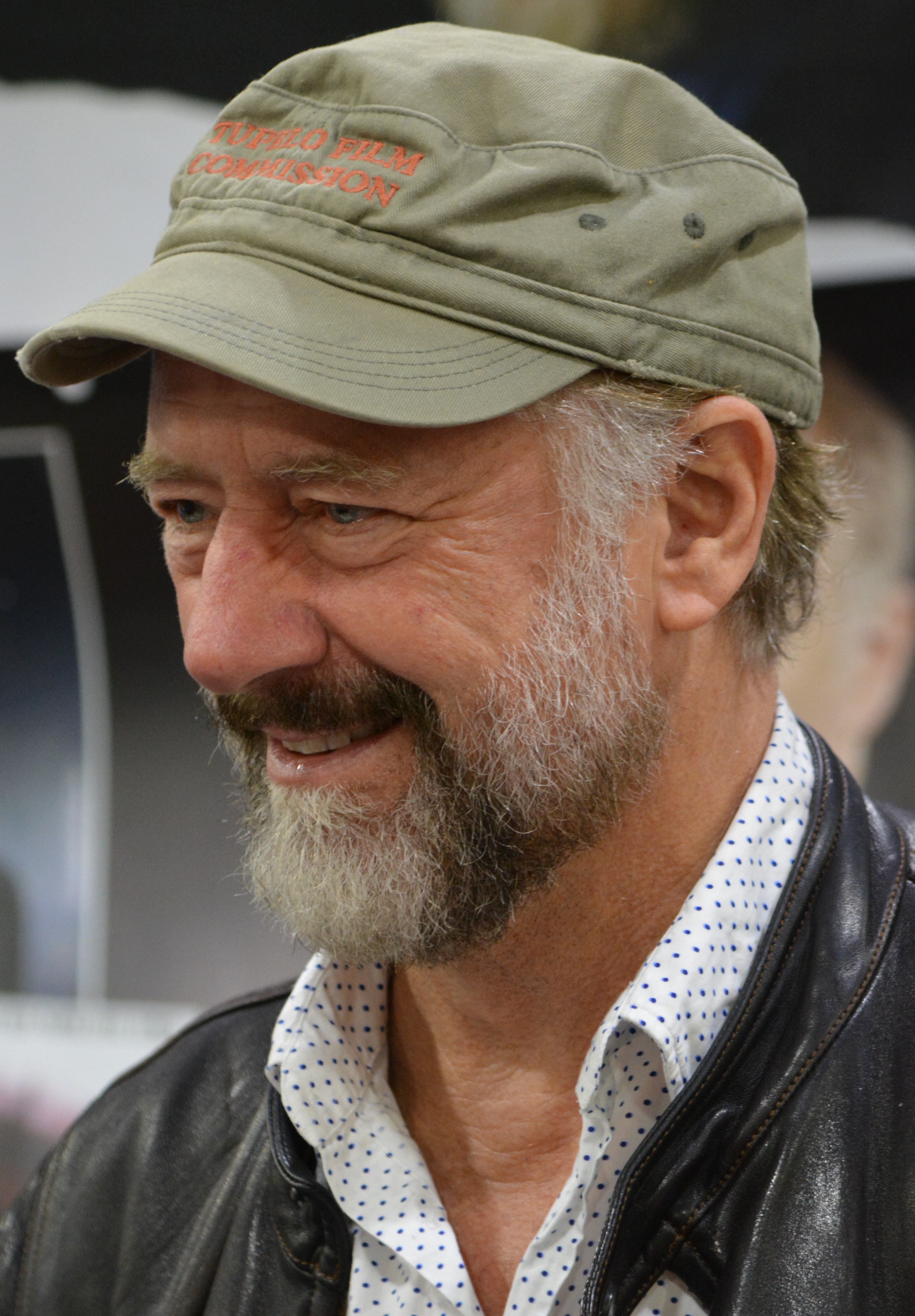

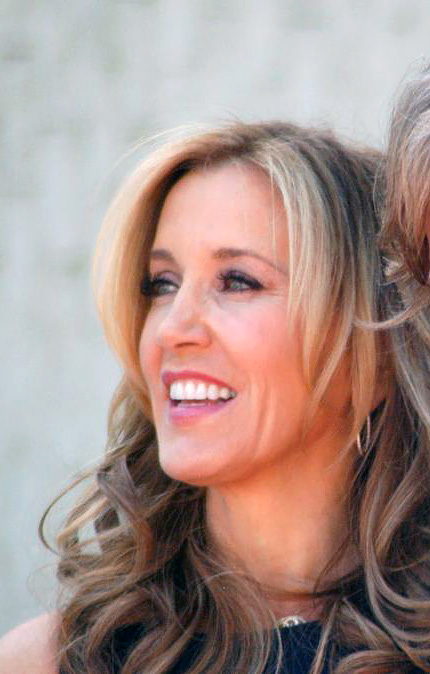

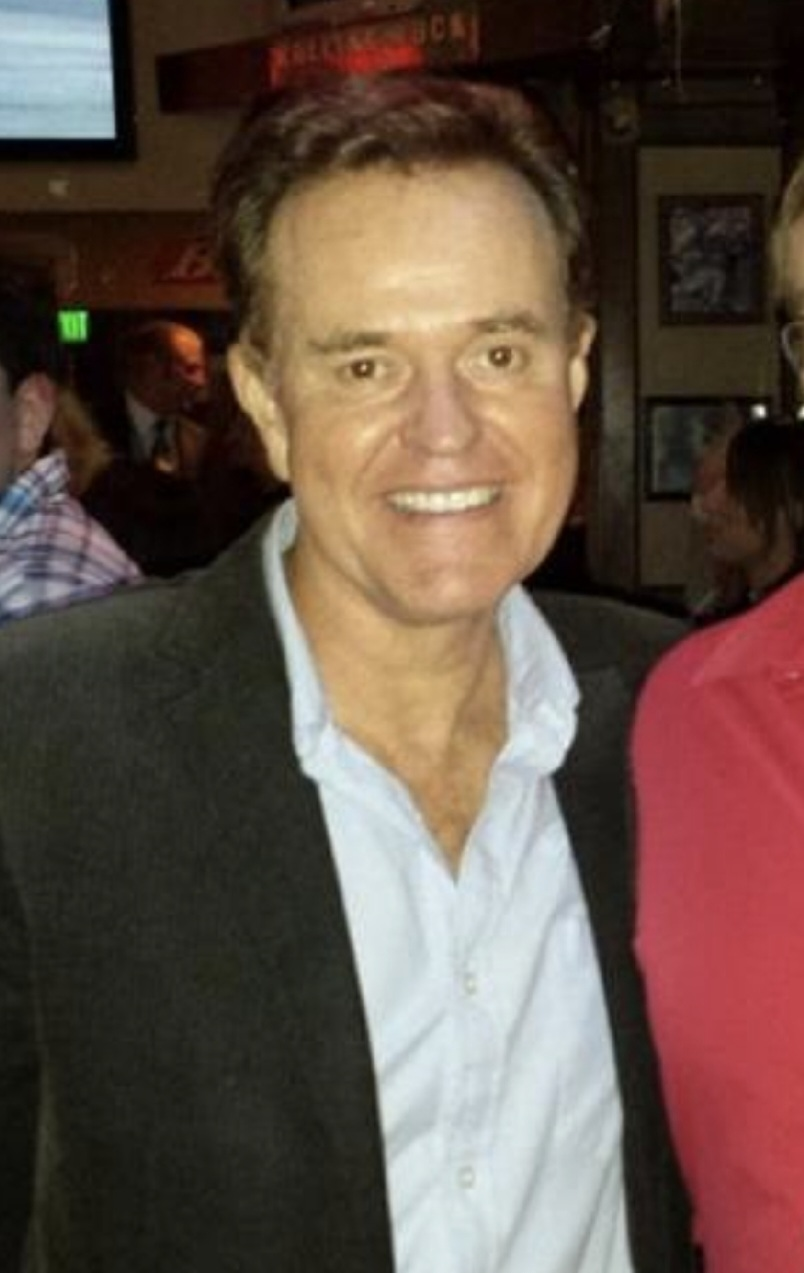

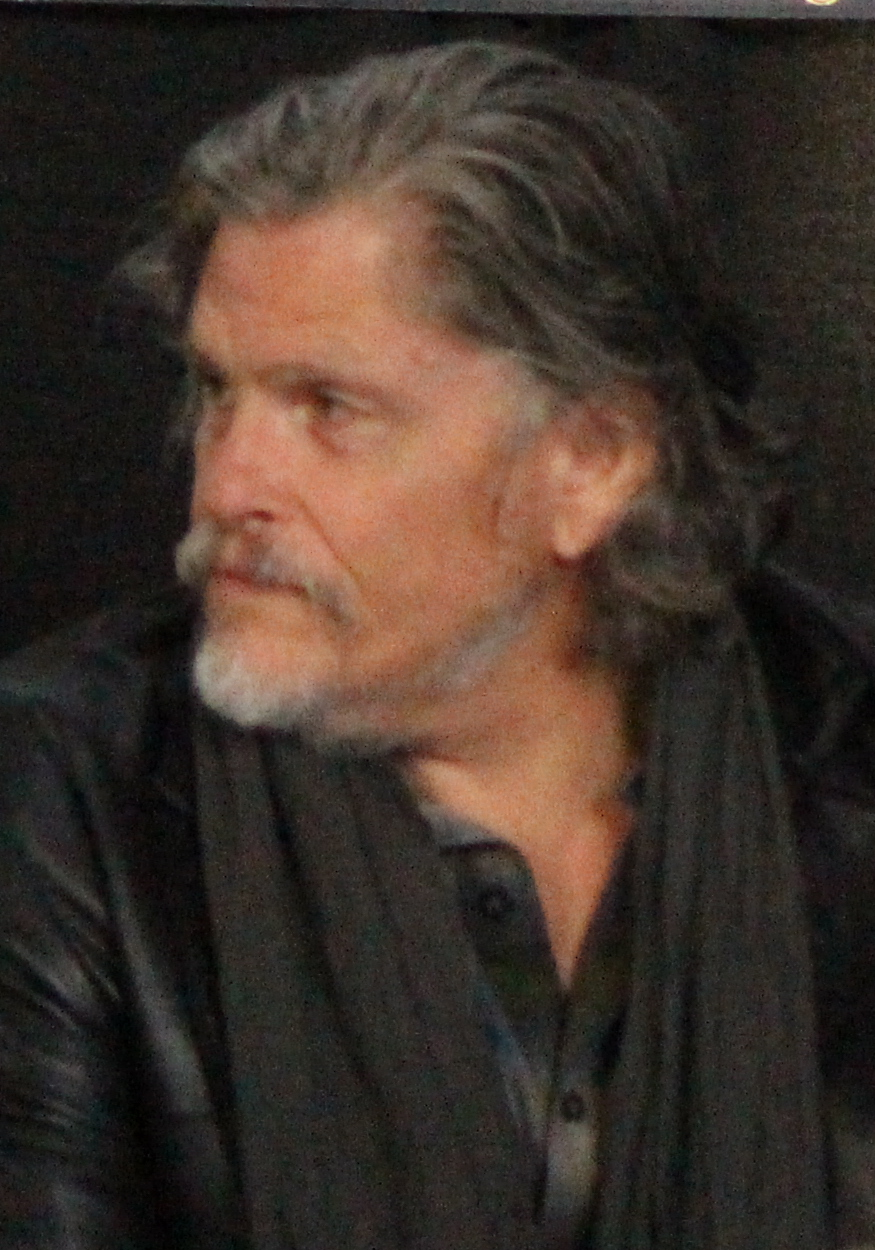

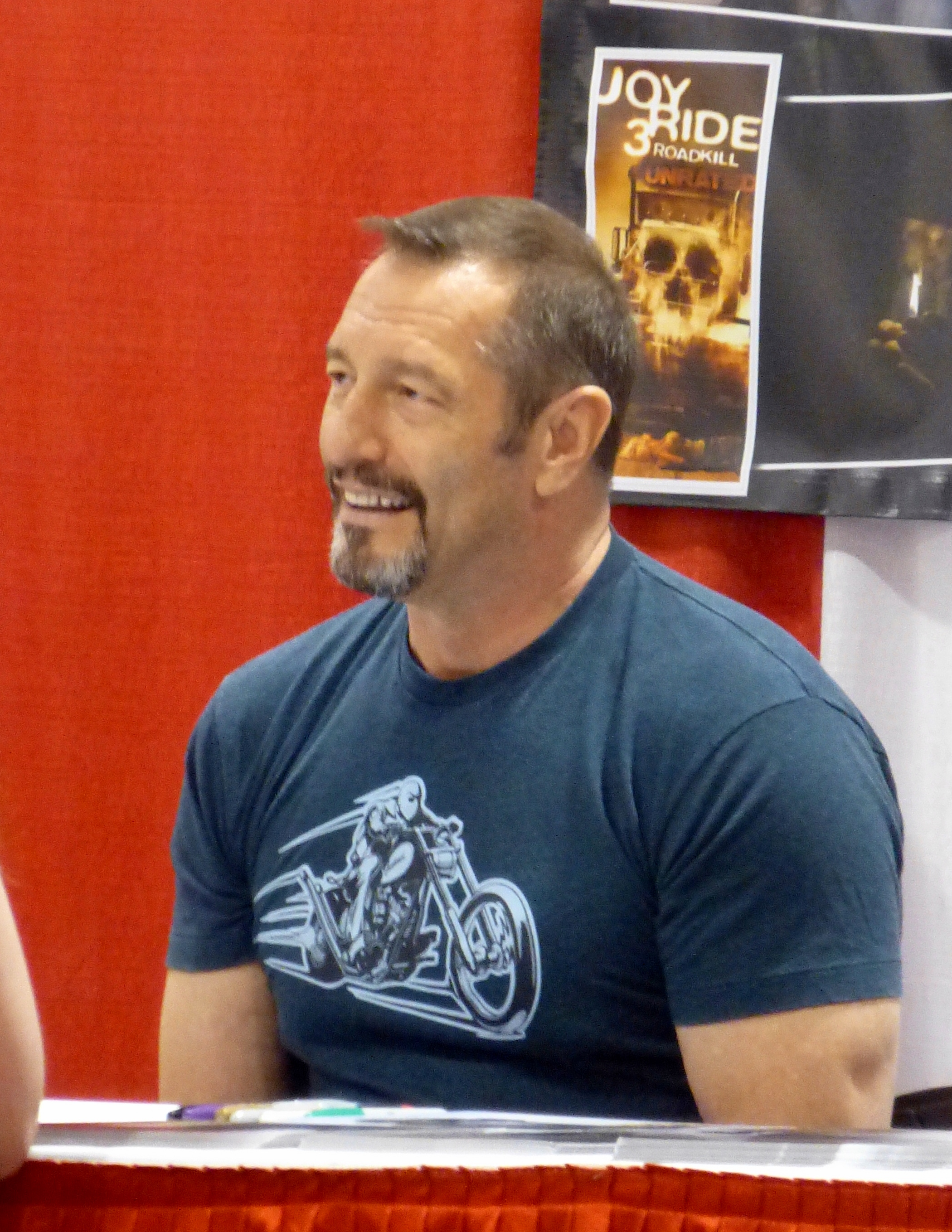

На розбитій науковій станції в північній Алясці закривавлений Ріхтер, тримаючи пістолета, з труднощами передає відеоповідомлення, повторюючи в камеру «Ми не ті, хто ми є. Та далі це не піде. Воно залишиться саме тут, саме зараз». В часі передачі на нього нападає інший чоловік — Кемпбелл. В часі короткої та жорсткої сутички чоловіки спрямовують один на одного зброю, однак згодом обидва вчиняють самогубство.
Дещо пізніше агенти Малдер та Скаллі переглядають відеозапис, зроблений групою геофізиків, котрі працювали в науковій експедиції «Арктичний лід», організованій урядом США. Дослідження полягало в добуванні зразків льоду, котрий утворився ще при зародженні людства, про що група й доповідає. Наступна трансляція датується тижнем пізніше — відеопослання Ріхтера, агенти вирушають розслідувати випадок. З ними на станцію вирушають геолог Денні Мерфі, лікар Ходж й токсиколог Ненсі да Сільва, везти їх літаком буде «Ведвідь», відразу дає зрозуміти, що нікого слухати не буде.
Прибувши на дослідницьку станцію, група знаходить трупи учасників експедиції. Причини смерті встановити відразу не є можливим, зненацька із темряви на Малдера нападає собака, Ведвідь допомагає Малдеру, однак тварина прокушує йому руку. Лікар вколює тварині снодійне; під час обстеження собаки виявляють чорні запалені лімфатичні вузли, та бачать, як під шкірою переміщається якийсь організм, схожий на хробака. Ведмідь перев'язує себе та помічає під пахвою такі ж запалені вузли, як і у собаки.
Скаллі здійснює розтин трупів, виявляється, що члени експедиції — за виключенням двох самовбивць — убивали один одного. Аналіз зразків льоду вказує, що члени експедиції підняли залишки метеорита, котрий упав на Землю тисячі років тому. Внаслідок контакту зі зразками льоду вчені заразилися позаземним організмом, котрий перебував в замороженому стані. Ходж й да Сільва мають бажання повернутися, однак Мадлер й Скаллі вимагають всім здати аналізи, щоб упевнитися, що в групі нема заражених. Малдер вимагає здати аналізи, Медвідь розбиває йому на голові скляну банку. Під час бійки Ведмедя зв'язують, Ходж бачить, як під його шкірою проповзає паразит. Ходж оперує Ведмедя та видаляє хробакоподібного паразита, прооперований гине від токсину, який виділив паразит. При зовнішньому огляді інших членів групи зараження не виявляють, однак Малдер попереджує Скаллі, що у собаки зникли чорні плями.
Вчені здійснюють припущення, що паразит присмоктується до гіпоталамуса й примушує свого носія виділяти гормон, що зумовлює агресивну поведінку, це призвело до самознищення членів експедиції. Всередині групи зростають недовіра та нервовість, та ще й несподівано починається буря і зникає радіозв'язок, тому допомога не може прилетіти. Вночі Малдер чує стукіт у двері, надалі знаходить Мерфі з перерізаним горлом — у холодильнику для зберігання геологічних порід. Малдер агресивно звинувачує членів групи в його смерті, однак підозра падає на нього, Фокса зачиняють в коморі. При подальшому дослідженні науковці випадково змішують два зразки зараженої крові, на їх подив паразити знищують один одного. Після цього собаку повторно інфікують, запустивши паразита у вухо, у швидкому часі її стан нормалізується.
Малдер переконує Скаллі, що він не інфікований. Здійснивши взаємне обстеження, вони переконуються у відсутності зараження. Коли вони виходять з приміщення, на них нападають Ходж і да Сільва, зачиняють Дейну в коморі та намагаються заразити Малдера через вухо паразитом — Ходж переконаний, що Фокс інфікований. В цьому часі Ходж помічає рух паразита у да Сільви. Після короткої сутички ій поміщають другого паразита, її стан нормалізується. Учасників вивозять з території станції, Малдер оголошує про свій намір повернутися та провести досліди. Ходж йому повідомляє, що військові та Центр по контролю захворювань ліквідували станцію через 45 хвилин по їх відльоту.

## Знімались
| Актор             | Роль         |
| ----------------- | ------------ |
| Девід Духовни     | Фокс Малдер  |
| Джилліан Андерсон | Дейна Скаллі |
| Ксандер Берклі    | Годж         |
| Фелісіті Гаффман  | Ненсі        |
| Стів Гітнер       | Денні        |
| Джефф Кобер       | Ведмідь      |
| Кен Кірзінгер     | Ріхтер       |

## Принагідно
- Ice (The X-Files)
- Ice